# Alexandre Janeu
Alexandre Janeu, um cohen saduceu também conhecido como Alexander Jané / Yannai; Hebraico: אלכסנדר ינאי, Rei da Judeia de 103 a.C. a 76 a.C., filho de João Hircano, herdou o trono de seu irmão Aristóbulo I, e parece ter se casado com a viúva de seu irmão, Salomé ou "Shelomit", também conhecida como Salomé Alexandra, numa união que, de acordo com a lei bíblica do Yibum, é um casamento levirato. Segundo Josefus este cohen hasmoneu encontrou muita resistência para seu governo da parte do partido dos fariseus, sendo ele contemporâneo do grão vizir e irmão de Salomé o fariseu Shimon ben Shetach. Ele e sua viúva (que se tornou rainha regente após sua morte) tiveram um impacto substancial sobre o posterior desenvolvimento do judaísmo. Janeu expandiu o Reino Hasmoneu e estabeleceu na cidade de Gamla, em 81 a.C., a capital onde é agora a Cidade de Golã.